# 許天來 (衛生學者)
許天來，台灣家畜衛生學者，國立台灣大學獸醫系畢業，美國羅德島大學生物科學博士。長期任職於行政院農業委員會內家畜相關部門；2009年升任為行政院農業委員會動植物防疫檢疫局局長，2012年3月因高病原禽流感事件請辭，改調非主管職。

## 生平

### 高病原禽流感事件
2011年7月26日，面對「紀錄片《不能戳的秘密》揭露，農委會內部密件顯示確有高病原禽流感，但卻未呈報，隱匿實情，還召集專家學者為死亡率判定背書，無視雞農私打疫苗早已降低死亡率，掩蓋病毒在地化危機。」，時任農委會防檢局長許天來說「考量實驗誤差及臨床症狀才決定二次檢驗，去年三月在彰化發現的高病原H5N2禽流感案例，二次實驗及送往日本檢驗均呈低病原性。」
2011年7月30日，面對獨立記者所拍攝《不能戳的秘密》指出台灣潛藏有，時任農委會防檢局長許天來向電子媒體表示「絕無此事，台灣田間從來沒有高病原性禽流感。自民國九十七年至今發生八個禽流感病例，從來沒有高病原性禽流感發生！」同時針對李惠仁的指控，農委會將保留法律追訴權。
2011年12月21日，聯合報新聞「港爆禽流感……候鳥來台 我備妥疫苗戒備」，時任農委會防檢局長許天來表示，整個東南亞、中國大陸都陸續傳出禽流感疫情，現階段台灣雖仍未受波及，但絕不可掉以輕心，台灣採取「撲殺」與「預防」兩道防疫關卡。一旦危害人體的禽流感病毒傳入台灣，禽鳥立即撲殺。另備有H5、H7病毒禽鳥疫苗4500萬劑，若仍無法控制疫情，疫苗仍可追加採購。
2012年3月4日，因農委會隱匿禽流感疫情達70天，時任防檢局長的許天來請辭，改調非主管職。
2012年3/9日，根據蘋果日報當日頭版報導「隱匿疫情 說謊錄音曝光」，立委劉建國與趙天麟對於許天來一再否認隱匿疫情，公布2月1日專家會議上的錄音，許天來在會議上表示「我得到的指令是不急」、「老闆交代的……最好開會是在老闆下台之後」。當趙天麟質問許：「你有沒有說這句話？」許篤定回答：「當然沒有啊！」

### 老闆是誰
禽流感東窗事發，由於專家學者不敢背書，而下級的家衛所技術人員也缺乏扛下責任的願意，串供不成，許天來只好咬出所謂的老闆，目前的關鍵在於到底「老闆」是誰。一般來說，公家機構的老闆就是部會首長，而老板的頂頭上司就是行政院長，至於所謂的「大老闆」，應該是遙指總統。因此，我們可以合理的懷疑，防檢局所獲得的「疫情不急」指令，至少是來自前農委會主委陳武雄，至於尚未同意撲殺的「最大的老闆」，不是指當時的閣揆吳敦義、就是馬英九總統。
2012年適逢馬吳組合，就是馬英九及吳敦義聯合搭檔競選總統、副總統。

## 資料來源
- http://www.nownews.com/2011/07/30/91-2731595.htm （页面存档备份，存于）
- http://udn.com/NEWS/LIFE/LIF1/6795542.shtml
- https://web.archive.org/web/20120307004009/http://tw.nextmedia.com/realtimenews/article/life/20120304/112893
- https://web.archive.org/web/20120309125344/http://tw.nextmedia.com/applenews/article/art_id/34078544/IssueID/20120309

## 外部連結
- 行政院農業委員會動植物防疫檢疫局 網站

1. ↑  .   [2018-06-22]. （原始内容存档于2019-10-09）.